# 井上浩 (植物学者)
井上 浩（いのうえ ひろし、1932年3月30日 - 1989年12月29日）は、日本の植物学者。蘚苔類の分類が専門であり、ナンジャモンジャゴケの発見や命名を行ったことでもその名を知られる。

## 略歴
高知県に生まれる。1956年、東京教育大学理学部植物学科卒業、1961年に同大学大学院を修了。
蘚苔類の分類を中心に取り組み、ナンジャモンジャゴケをはじめ多くの種を命名した。国立科学博物館の植物研究部長として勤務したほか、国際植物命名規約委員会委員、日本蘚苔類学会常任幹事、国際蘚苔類学会会長などを歴任。
1989年に逝去。没後、高知県立牧野植物園に井上の顕彰碑が建てられた。

## 著書
- 『日本蘚苔類図鑑I, II』（築地書館、1974年、1976年）
- 『コケに魅せられて』（玉川大学出版部、1975年）
- 『コケ類の世界』（出光書店、1978年）
- 『植物学入門講座』（全6巻、加島書店、1980-1985年）
- 『フィールド図鑑　コケ』（東海大学出版会、1986年）

## 論文
- Hattori, S. & H. Inoue. (1958). "Preliminary report on Takakia lepidozioides." Journal of the Hattori Botanical Laboratory 18: 133-137.
- Inoue, H. (1966). "Monosoleniaceae, a new family segregated from the Marchantiaceae." Bulletin of the National Science Museum (Tokyo) 9(2): 115–118, +2 pl.
- Inoue, H. (1976). "The concept of genus in the Plagiochilaceae." Journal of the Hattori Botanical Laboratory 41: 13-17.
- Inoue, H. (1984). The genus Plagiochila (Dum.) Dum. in southeast Asia. Tokyo: Academic Scientific Book, Inc., 142 pages.
- 国立情報学研究所収録論文 国立情報学研究所